# Геркен, Богдан
Богдан Геркен, иногда Гверкен или Геркен Богдан Казимирович (пол. Bohdan Guerquin; 26 января 1904, Новгород — 29 сентября 1979, Варшава) — польский ученый, историк архитектуры и искусствовед, преподаватель. В 1936 году окончил Варшавскую политехнику. В 1936—1939 годах исследовал замки Западного Подолья (в частности Язловецкий замок) и Волыни. В Варшавской политехнике работал в 1947—1954 годах. Стал доктором технических наук в 1949 году. С 1954 года профессор Вроцлавского университета). Известен в научном мире как знаток древней оборонительной архитектуры, её принципов сохранения и реставрации.
Автор трудов:
- Zamek w Jazłowcu w: Biuletyn historii sztuki i kultury z 1948 r., t. 8
- Zamek w Drzewicy, w: Teka Konserwatorska z 1952 r., z. 1
- Zamek w Malborku, wyd. Arkady, Warszawa 1960
- Zamki Śląskie, Wydawnictwo Budownictwo i Architektura, Warszawa 1957
- Zamek jazłowiecki // Studia i Materiały do Teorii i История Architektury i Urbanistyki. — Warszawa, 1960. Т. 2;
- Zamki w Polsce, wyd. Arkady, Warszawa 1974 i 1984